# Азянково
Азянково (мар. Озаҥсола) — деревня в Мари-Турекском районе Республики Марий Эл.

## Название
Марийское название деревни — Озансола («деревня, принадлежащая хозяину») — свидетельствует, что когда-то в этой деревне жил какой-то хозяин или она принадлежала ему.

## География
Расположена в полутора километрах к востоку от села Косолапово.
Стоит деревня на берегу небольшой речки Кельдигозинка, правого притока реки Буй. Поэтому её ещё неофициально называли Мари-Кельдигозино. Рядом находилась деревня, которую именовали Русским Азянковым и Русским Кельдигозиным. Чаще всего обе деревни называли просто Азянково.

## История
По ревизским сказкам 1781 года, в деревне числились 34 души, а в 1811 году отмечено прибытие русских из Нолинского округа Вятской губернии. С тех пор, хотя деревня называлась Мари-Азянково, в ней проживало и русское население.
В 1921 году в Мари-Азянкове образовалось сельскохозяйственное машинное товарищество. В 1923 году в деревне было 40 дворов, 212 жителей. В 1928 году машинное товарищество объединяло 24 хозяйства, имело 297 гектаров пашни и 24 гектара лугов. В 1930 году в деревне была открыта марийская школа. В 1935 году на базе сельскохозяйственного товарищества был образован колхоз «1 Мая». Однако новая жизнь не всем пришлась по душе, русские жители стали уезжать из деревни.
В годы Великой Отечественной войны из деревень Мари-Азянково и Русское Азянково ушли на фронт более ста жителей, 60 из них сложили головы на полях боев.
В 1959 году в обеих деревнях было 358 жителей, в 1970 году — 319, а в 1979 году — 299 жителей.
В 1960 году Мари-Азянково и Русское Азянково официально объединились в одну деревню, которая стала именоваться просто Азянково.

## Население
| 2002 | 2010 |
| ---- | ---- |
| 141  | ↘132 |

## Люди, связанные с деревней
В Мари-Азянкове родился ветеран журналистики, долгое время проработавший в газете «Марий Эл» (ранее — «Марий коммуна»), заслуженный работник культуры Республики Марий Эл В. И. Изергин.